# Wydział Humanistyczny Uniwersytetu Rzeszowskiego
Wydział Humanistyczny Uniwersytetu Rzeszowskiego – jeden z piętnastu wydziałów Uniwersytetu Rzeszowskiego.

## Historia
Wydział powstał w wyniku podziału dotychczasowego Kolegium Nauk Humanistycznych Uniwersytetu Rzeszowskiego i kontynuuje tradycje dawnego Wydziału Socjologiczno-Historycznego istniejącego w latach 1994-2019. Wydział posiada uprawnienia do nadawania stopni: doktora oraz doktora habilitowanego nauk humanistycznych w dyscyplinach: archeologia oraz historia.

## Kierunki kształcenia
Dostępne kierunki:
- Archeologia (studia I i II stopnia)
- Historia (studia I i II stopnia)
- Kulturoznawstwo (studia I i II stopnia)
- Turystyka historyczna i kulturowa (studia I i II stopnia)

## Władze Wydziału
Od 1 stycznia 2025:
| Stanowisko                               | Imię i nazwisko            |
| ---------------------------------------- | -------------------------- |
| Dziekan                                  | prof. dr hab. Paweł Grata  |
| Prodziekan ds. Studenckich i Kształcenia | dr hab. Tomasz Bochnak     |
| Prodziekan ds. Organizacji i Finansów    | dr hab. Paweł Korzeniowski |

## Struktura organizacyjna

### Instytut Archeologii
Dyrektor: dr hab. Katarzyna Trybała-Zawiślak
- Katedra Archeologii Pradziejowej
- Katedra Archeologii Średniowiecza i Nowożytności

### Instytut Historii
Dyrektor: dr hab. Jan Pisuliński
- Zakład Historii Starożytnej i Orientalistyki
- Pracownia Historii Średniowiecznej i Nordystyki Starszej
- Zakład Historii Nowożytnej i Dziejów Kościoła
- Zakład Historii XIX wieku
- Pracownia Archiwistyki i Nauk Pomocniczych Historii
- Zakład Historii Najnowszej
- Pracownia Historii Wojskowej
- Zakład Historii Gospodarczej i Społecznej
- Pracownia Humanistyki Cyfrowej
- Pracownia Turystyki Historycznej i Kulturowej
- Pracownia Edukacji i Kultury Historycznej
- Zakład Historii Historiografii i Metodologii Historii
- Zakład Kulturoznawstwa
- Pracownia Historii i Kultury Żydów
- Pracownia Technicznych Środków Nauczania i Kształcenia